# Nicolas Drappier
Pour les articles homonymes, voir Drappier.
Nicolas Cyrille Alphonse Drappier est un homme politique français né le 16 février 1811 à Nouart (Ardennes), et, mort le 2 avril 1862 à Sedan.

## Biographie
Notaire à Sedan, il est adjoint au maire en 1843. Conseiller général, il est député des Ardennes à l'Assemblée constituante de 1848, siégeant avec les républicains modérés.

## Sources
- « Nicolas Drappier », dans Adolphe Robert et Gaston Cougny, Dictionnaire des parlementaires français, Edgar Bourloton, 1889-1891 [détail de l’édition]
- Biographie des neuf cents députés à l'Assemblée nationale, sous la direction de C. M. Lesaulnier, Paris : aux bureaux de la rédaction & chez Mme Veuve Louis Janet, 19 juin 1848, p. 31